# Mondorf-les-Bains
Mondorf-les-Bains (lb. Munneref, niem. Bad Mondorf) – miejscowość i gmina (gemeng / commune / Gemeinde) uzdrowiskowa w południowym Luksemburgu, w kantonie Remich. Do 3 października 2015 gmina leżała w dystrykcie Grevenmacher. Siedziba administracyjna gminy znajduje się w miejscowości Mondorf-les-Bains. Liczy 5424 mieszkańców (1 stycznia 2023). Znajduje się tutaj jedyne kasyno w Luksemburgu.

## Podział administracyjny
Do gminy należy siedem miejscowości, w tym trzy (Uertschaft) oraz cztery lieu-dit:
1. Altwies (Altwis)
2. Castelmühle (Kaaschtelmillen), lieu-dit
3. Ellange (Elleng / Ellingen)
4. Ellange-Gare (Ellenger Gare), lieu-dit
5. Heinrichsmühle (Heinrichsmillen), lieu-dit
6. Maison Brehm (Bréim / Brehm), lieu-dit
7. Mondorf-les-Bains (Munneref / Bad Mondorf)

## Współpraca
Miejscowości partnerskie:
- Bad Homburg vor der Höhe, Niemcy (od 1956)[2]
- Cabourg, Francja (od 1956)[2]
- Chur, Szwajcaria (od 1956)[2]
- Mayrhofen, Austria (od 1956)[2]
- Terracina, Włochy (od 1956)[2]
- Vale de Cambra, Portugalia